# 波季利西克 (卡緬涅茨-波多利斯基區)
48°42′0″N 26°58′0″E / 48.70000°N 26.96667°E
波季利西克（烏克蘭語：Подільське）是位於烏克蘭西部赫梅利尼茨基州的卡緬涅茨-波多利斯基區的村莊，始建於1801年，面積2.56平方公里，2001年人口828。